# Minas de Guadalcanal
Las minas de Guadalcanal fueron unas prósperas minas de la localidad de Guadalcanal, en la actual provincia de Sevilla. 

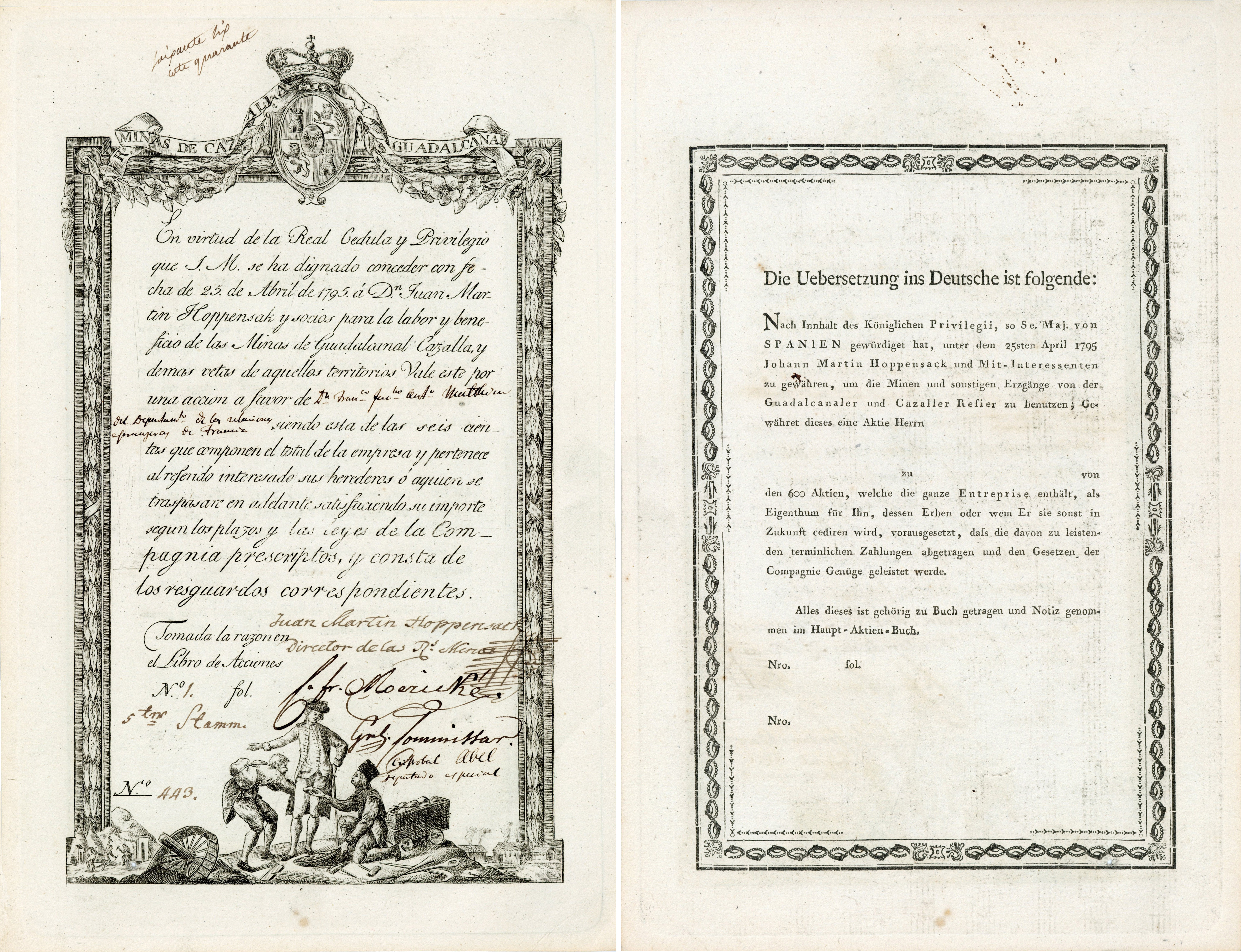
Acción fundacional de las Minas de Cazalla y Guadalcanal, expedida el 25 de abril de 1795 al Sieur Don Jacobo Matthieu, delegado del Ministerio de Comercio Exterior del Estado francés, firmada en el original por el ingeniero de minas alemán Johann Martin Hoppensack. Las minas de plata de Guadalcanal, donde los mineros alemanes trabajaron para los Fugger en el siglo XVI, volverían a ser escenario de la actividad alemana. (Ilustración delantera y trasera)

A los hermanos Martín y Diego Delgado se debió este descubrimiento en el año 1555 y al momento se posesionó de estas minas la Real Hacienda por medio de Agustín de Zárate, a quien se encargó pusiera cobro y recaudo en la descubierta, así como en las demás que se descubrieran en aquel sitio y cuyo número elevaban a 180 de dicha clase. La riqueza de la mina era tal que el mismo Zarate, que había residido largo tiempo en las Indias, aseguraba: Que era más abundante en plata que las del Perú y Nueva España a lo cual añadía el Consejero Juan de Tejada: 

Que por las experiencias repetidas que él mismo hiciera y por el testimonio de hombres peritísimos en el arte metálico y mineral, había deducido ser la de Guadalcanal una de las mas fecundas y ricas de cuantas se conocían en el mundo.

Lo cierto era , que en las primeras fundiciones que se hicieron de los metales y tierras de estas minas en fines de 1555 y principios de 1556, el producto de la plata era de un tercio y quinto y siempre que la vena seguía sin perderse en los pozos que se labraban con alguna inteligencia, de cada quintal de mineral salía cuando menos una arroba de plata, habiéndose elevado esta cantidad a 100 y 163 marcos en el año de 1570. En resumen, a pesar de la dificultad del laboreo, en poco más de veinte años ascendió el producto de aquella fábrica a más de cuatrocientos mil marcos de plata fina sin contar las cantidades, no despreciables, que producían los pozos de Aracena, Cazalla y Galaroza.
Estuvieron labrándose estas minas por cuenta de Hacienda hasta 1576 por no producir las cantidades que se esperaban; pero esto sucedía por la impericia del laboreo que ocasionó frecuentes hundimientos e inundaciones. Varios particulares contrataron después su beneficio aunque ya nunca llegaron a producir no tan solo grandes cantidades, sino que apenas cubrían los gastos que ocasionaba su explotación.